# Ryan Walter
 Ryan William Walter (* 23. April 1958 in New Westminster, British Columbia) ist ein ehemaliger kanadischer Eishockeyspieler; -trainer und -funktionär, der im Verlauf seiner aktiven Karriere zwischen 1975 und 1993 unter anderem 1.116 Spiele für die Washington Capitals, Canadiens de Montréal und Vancouver Canucks in der National Hockey League (NHL) auf der Position des Centers bestritten hat. Nach seiner aktiven Karriere arbeitete Walter, der der fünfte Mannschaftskapitän in der Franchise-Geschichte der Washington Capitals war und mit den Canadiens de Montréal im Jahr 1986 den Stanley Cup gewann, kurzzeitig als Trainer und betätigte sich als Autor von Sachbüchern zum Thema Trainingslehre im Eishockey. Sein Sohn Ben Walter war ebenfalls professioneller Eishockeyspieler und in der NHL aktiv.

## Karriere
Walter begann seine Juniorenkarriere zwischen 1973 und 1975 bei den Langley Lords in der British Columbia Junior Hockey League (BCJHL). Nachdem er während dieser beiden Spielzeiten schon erste Einsätze bei den Kamloops Chiefs in der höherklassigen Western Canada Hockey League (WCHL) bestritten hatte, war der Mittelstürmer mit Beginn der Saison 1975/76 fester Bestandteil des Kaders. Vor der Spielzeit 1977/78 wechselte er innerhalb der Liga wechselte er zu den Seattle Breakers. Dort spielte er eine sehr gute Saison und als WCHL Player of the Year als wertvollster Spieler ausgezeichnet sowie ins First All-Star Team berufen. Anschließend wurde Walter beim NHL Amateur Draft 1978 in der ersten Runde als Gesamtzweiter hinter Bobby Smith von den Washington Capitals aus der National Hockey League (NHL) ausgewählt.
Zur Saison 1978/79 schaffte der Kanadier – nach der Genesung von einer Knieverletzung aus der Sommerpause und zwei Einsätzen in der WHL bei den Calgary Wranglers – den Sprung in die NHL. Nach einer guten Rookiesaison, die er hinter Bobby Smith auf dem zweiten Rang bei der Wahl zur Calder Memorial Trophy abschloss, führte er in den folgenden Jahren mit Mike Gartner und Dennis Maruk die Scorerliste der Capitals an. Bereits in seinem zweiten Jahr wurde der 21-Jährige zum Mannschaftskapitän des Teams bestimmt, womit er zu diesem Zeitpunkt der jüngste Kapitän der NHL-Geschichte war. Dieses Amt füllte er für insgesamt drei Jahre bis zum September 1982 aus, ehe er zusammen mit Rick Green im Tausch für Rod Langway, Brian Engblom, Doug Jarvis und Craig Laughlin zu den Canadiens de Montréal transferiert wurde. Bei den Canadiens spielte Walter insgesamt neun Jahre und gewann mit dem Franchise in den Stanley-Cup-Playoffs 1986 die gleichnamige Trophäe.
Nachdem der Angreifer aufgrund einer Handgelenksverletzung den Großteil der Saison 1990/91 ausgefallen war, erhielt er keinen neuen Vertrag bei den Habs, woraufhin der 33-Jährige sich im Juli 1991 als Free Agent den Vancouver Canucks anschloss. Dort füllte er vor allem eine defensive Rolle aus und beendete nach zwei Jahren in Vancouver im Sommer 1993 seine aktive Spielerkarriere, nachdem er kein neues Vertragsangebot der Canucks erhalten hatte. Während dieser Zeit war er im Jahr 1992 der letzte Gewinner des kurzlebigen Budweiser NHL Man of the Year Award, der sein ehrenamtliches Engagement und sein sportliches Verhalten ehrte. Außerdem fungierte er als Vizepräsident der National Hockey League Players’ Association (NHLPA).
Nach dem Ende seiner aktiven Karriere arbeitete er unter anderem von 1993 bis 1998 als Fernsehkommentator bei TSN. Von 2008 bis 2010 fungierte Walter zwei Spielzeiten als Assistenztrainer bei den Vancouver Canucks unter Cheftrainer Alain Vigneault, ehe er in der Vorbereitung auf die Saison 2010/11 aus dieser Funktion ausschied. Er wechselte daraufhin in den kanadischen Eishockeyverband Hockey Canada und wurde Cheftrainer der kanadischen Eishockeynationalmannschaft der Frauen. Sein erstes internationales Turnier war der 4 Nations Cup 2010 im November 2010, den er mit den Kanadierinnen gewann. Bei der Weltmeisterschaft 2011 coachte Walter die kanadische Mannschaft zum Gewinn der Silbermedaille. Danach fungierte er zwischen 2011 und 2014 drei Jahre als Präsident der Abbotsford Heat in der American Hockey League (AHL). Ebenso betätigte sich Walter als Autor von Sachbüchern zum Thema Trainingslehre im Eishockey, die er gemeinsam mit Mike Johnston verfasste.

### International
Für sein Heimatland Kanada nahm Walter erstmals im Juniorenbereich an einem internationalen Turnier teil, als er mit der kanadischen U20-Nationalmannschaft bei der  Junioren-Weltmeisterschaft 1978 in der kanadischen Provinz Québec spielte. Dabei steuerte er als Mannschaftskapitän acht Scorerpunkte zum Gewinn der Bronzemedaille bei. Bereits im darauffolgenden Jahr nahm er erstmals mit der A-Nationalmannschaft an einer Weltmeisterschaft teil. Neben der Weltmeisterschaft 1979 in der sowjetischen Landeshauptstadt Moskau bestritt der Center in den folgenden Jahren die Turniere der Jahre 1981 im schwedischen Göteborg und 1982 in Finnland. Dabei absolvierte er insgesamt 20 WM-Partien, in denen er zehn Punkte sammelte. Seine einzige Medaille konnte er bei der Weltmeisterschaft 1982 mit dem Bronzerang gewinnen.

## Erfolge und Auszeichnungen
| - 1978 WCHL Player of the Year - 1978 WCHL First All-Star Team - 1983 Teilnahme am NHL All-Star Game | - 1986 Stanley-Cup-Gewinn mit den Canadiens de Montréal - 1992 Budweiser NHL Man of the Year Award |

### International
- 1978 Bronzemedaille bei der Junioren-Weltmeisterschaft
- 1982 Bronzemedaille bei der Weltmeisterschaft
- 2011 Silbermedaille bei der Frauen-Weltmeisterschaft 2011 (als Cheftrainer)

## Karrierestatistik

### International
Vertrat Kanada bei:
- Junioren-Weltmeisterschaft 1978
- Weltmeisterschaft 1979
- Weltmeisterschaft 1981
- Weltmeisterschaft 1982

(Legende zur Spielerstatistik: Sp oder GP = absolvierte Spiele; T oder G = erzielte Tore; V oder A = erzielte Assists; Pkt oder Pts = erzielte Scorerpunkte; SM oder PIM = erhaltene Strafminuten; +/− = Plus/Minus-Bilanz; PP = erzielte Überzahltore; SH = erzielte Unterzahltore; GW = erzielte Siegtore; 1 Play-downs/Relegation; Kursiv: Statistik nicht vollständig)

## Veröffentlichungen
(jeweils gemeinsam mit Mike Johnston)
- Simply the Best: Insights and Strategies from Great Hockey Coaches. Heritage House Publishing Company, 2007, ISBN 978-1-894974-37-0.
- Simply the Best: Players on Performance. Heritage House Publishing Company, 2007, ISBN 978-1-894974-24-0.
- Hockey Plays and Strategies. Human Kinetics, 2009, ISBN 978-0-7360-7634-0.